# Tovste
Tovste (ukrainien : Товсте) est une commune urbaine de l'oblast de Ternopil, en Ukraine. Elle compte 3 189 habitants en 2021.